# Christoph Reinfandt
Christoph Reinfandt (* 2. Juni 1964 in Kiel) ist ein Anglist und deutscher Hochschullehrer. Seit 2004 hat er einen Lehrstuhl für neuere englische Literatur an der Universität Tübingen inne. Er vertritt einen literaturtheoretischen Ansatz, der die systemtheoretische Literaturwissenschaft, aber auch diskursanalytische Theoreme auf dem Feld der Anglistik zu erproben versucht.
Christoph Reinfandt wurde als Sohn des Musikwissenschaftlers Karl-Heinz Reinfandt in Kiel geboren. Nach dem Studium der Anglistik, Germanistik und Musikwissenschaft promovierte er 1996 mit der die Ausdifferenzierung des englischen Romans seit dem 18. Jahrhundert thematisierenden Arbeit "Der Sinn der fiktionalen Wirklichkeiten" zum Dr. phil. an der Christian-Albrechts-Universität zu Kiel. 2002 folgte die Habilitation mit einer von Systemtheorie und Diskursanalyse beeinflussten literaturhistorischen Untersuchung zur romantischen Kommunikation, die den traditionellen Epochenbegriff der Romantik für die Zeit von ungefähr 1780 bis 1830 hinterfragt und stattdessen von einer romantischen Diskursformation ausgeht, die (neben anderen Richtungen) den literarischen Diskurs bis heute entscheidend mitstrukturiert.

## Veröffentlichungen (Auswahl)
- Der Sinn der fiktionalen Wirklichkeiten. Ein systemtheoretischer Entwurf zur Ausdifferenzierung des englischen Romans vom 18. Jahrhundert bis zur Gegenwart. Heidelberg (Universitätsverlag Winter), 1997.
- Systemtheorie und Literatur, Tl. 4: Systemtheoretische Überlegungen zur kulturwissenschaftlichen Neuorientierung der Literaturwissenschaften. In: Internationales Archiv für Sozialgeschichte der deutschen Literatur 26/1 (2001), S. 88–118.
- Romantische Kommunikation. Zur Kontinuität der Romantik in der Kultur der Moderne. Heidelberg (Universitätsverlag Winter), 2003.
- Englische Romantik. Eine Einführung (= Grundlagen der Anglistik und Amerikanistik, Bd. 32). Schmidt, Berlin 2008, ISBN 978-3-503-09857-6.
- Literatur als Medium. In: Simone Winko, Fotis Jannidis, und Gerhard Lauer (Hrsg.): Grenzen der Literatur. Zu Begriff und Phänomen des Literarischen. Berlin und New York 2009, S. 161–187.
- (Hrsg.): Handbook of the English novel of the twentieth and twenty-first centuries (= Handbook of English and American studies, Bd. 5). De Gruyter, Berli 2017, ISBN 978-3-11-037446-9.